# بیز استون
بیز استون(به انگلیسی: Christopher Isaac "Biz" Stone) مهندس نرم‌افزار و از بنیانگذاران وب سایت توییتر می‌باشد.
وی که در سال 1999 تبدیل به یک کارآفرین اینترنتی شد از بنیان گذاران اصلی چندین استارت آپ مختلف است. وی در طی سالهای 2003 تا 2005 برای گوگل کار کرد و در پیشبرد تکنولوژی های وبلاگ نویسی و پادکست ساختن همکاری داشت. بیز استون قبل از اینکه تبدیل به یک ستاره ی صنعت تکنولوژی شود، درمورد جنبه های اجتماعی تکنولوژی در روزگار رواج اینترنت، کتاب و مقاله مینوشت و اغلب به عنوان سخنران میزبان برای دانشگاه ها، شرکت ها و کنفرانس های مختلف صحبت میکند. بیز استون از بنیانگذاران شرکت Jelly است که بعدها این شرکت با پینترست ادغام شد. ایشان یکی از بنیانگذاران توییتر در مارس ۲۰۰۶ است که در حال حاضر وی مجددا به توییتر بازگشته است.